# 后海塘
29°57′41.77″N 121°43′01.45″E / 29.9616028°N 121.7170694°E
后海塘是中国浙江省宁波市镇海区一处古海塘遗迹，位于招宝山街道和蛟川街道境内，为与甬江江塘（称前海塘）相区分而得名。唐乾宁四年（897年）时后海塘已经修建，清乾隆十三年（1748年）形成现有的夹层石塘的形制。现存的后海塘西起嘉燮亭，东到招宝山西侧的巾子山，全长4.8公里，其中自巾子山至西城脚1300米的海塘与镇海城墙合筑，上城下塘。后海塘自建成至1974年一直对镇北平原承担防汛功能，后由于塘外兴建镇北塘而失去阻挡潮水的功能。后海塘于1989年12月成为浙江省文物保护单位。

## 历史

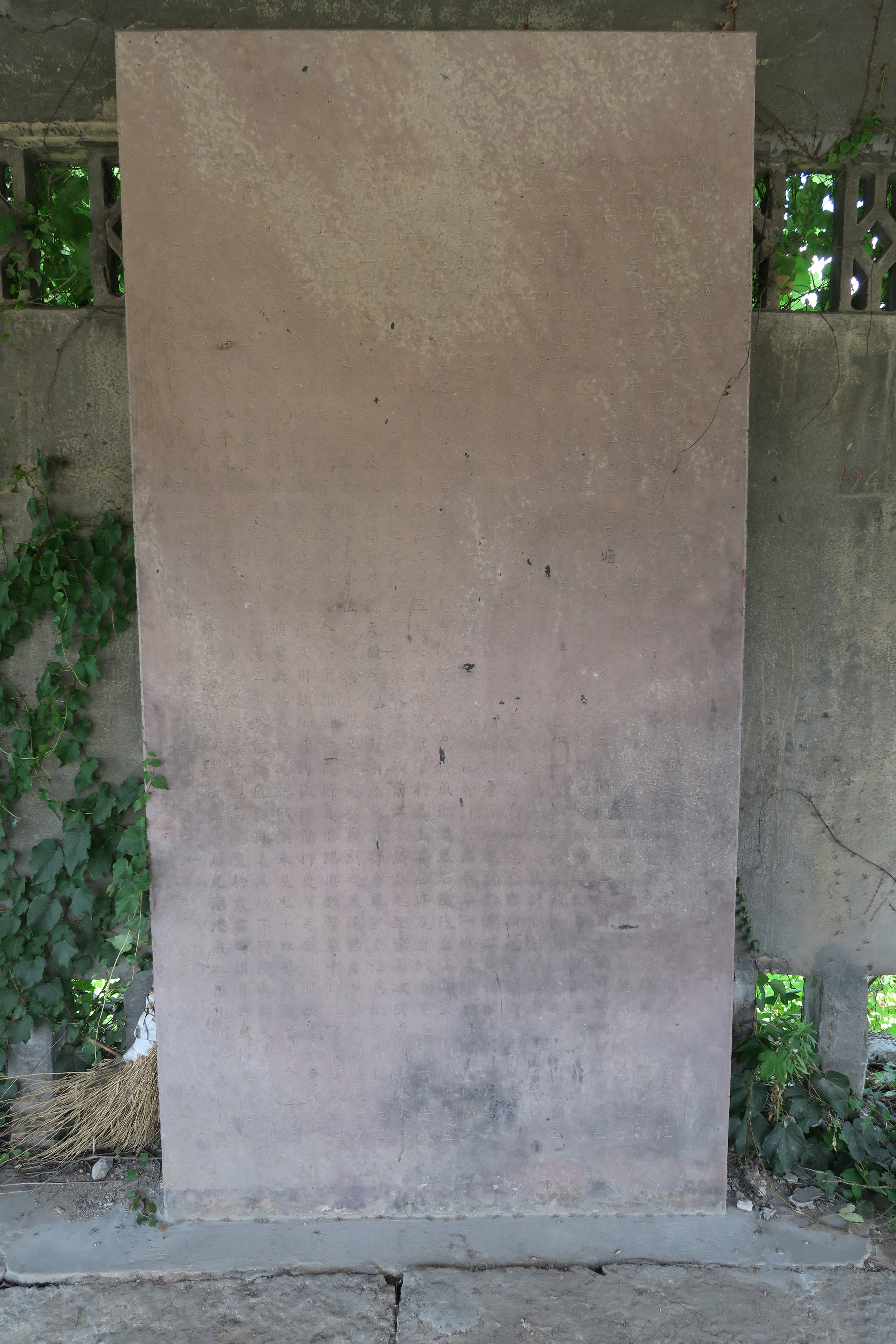
嘉燮亭内的《续修镇海后海塘记》碑，1934年刻

后海塘始建时间已无法确定。根据冯幵作《重修镇海后海塘记》载，唐乾宁四年（897年）定海县县城修筑时，后海塘已经修建，最初为土塘。根据南宋明州知府林栗《后海塘记》的记载，当时的海塘以木固定，从招宝山修建至今慈溪市境内的伏龙山，东西长数十里。土塘并不坚固，尽管地方官员曾使用石板加固海塘，但土塘仍常被潮水冲溃导致灾害。北宋淳熙十六年（1189年），定海县令唐叔翰与水军统制王彦举请示朝廷，效仿钱塘江海塘，修建叠层石塘600丈，嘉定十五年（1222年），县尹施廷臣增建海塘520丈，又增建土塘360丈。明洪武十二年（1379年），县令何肃主持修复遭受潮水侵害年久失修的海塘。八年后，明廷设立定海卫，定海县城得到扩大，县城北城墙被直接修筑于海塘之上，这是镇海后海塘城塘合一形制的开始。此后滩涂的沉积使得潮水对海塘的冲击减小，后海塘至清代初年均未受损。
清雍正年间，后海塘北的滩涂面积逐渐变小，导致海塘受到潮水的冲击变大。乾隆十二年（1792年）7月，后海塘及相连的城墙被潮水冲毁。次年，在镇海县令王夢弼主持下，在潮水侵袭最烈处采用夹层石塘形制修建海塘五百七十六丈，同时修复了因塘毁倒塌的县城北城墙，并在城墙上安设警铺和火炮等防御设施，工程至乾隆十五年年末竣工。此后塘未曾大修，直至道光十七年（1837年）受到台风危害，海塘溃决。因经费困难，至1848年方由官方和地方富绅出资维修，分段修建夹层石塘800丈，改建土塘数百丈。1921年秋大潮，海塘再次毁坏，后使用華洋義賑會余款重修1020丈石塘，400丈土塘，1923年8月建成。1931年一场台风后，新建海塘再次发生多处渗漏和坍塌，1934年7月修复。1927年起，后海塘雉堞被拆除，用于其他建筑。
中华人民共和国成立后，后海塘在1949、1956年两次台风中仅轻微受损，因而政府只对后海塘进行了部分修补。1969年10月，县革命委员会组织兴建后海塘外从招宝山至岚山的镇北塘。1974年，该塘由镇海港和镇海石化总厂续修，自此后海塘失去了阻挡潮水的功能。2010年，为迎接上海世博会，镇海区政府对后海塘进行了维修，增设石凳和花圃，使之成为一处景点。

## 形制

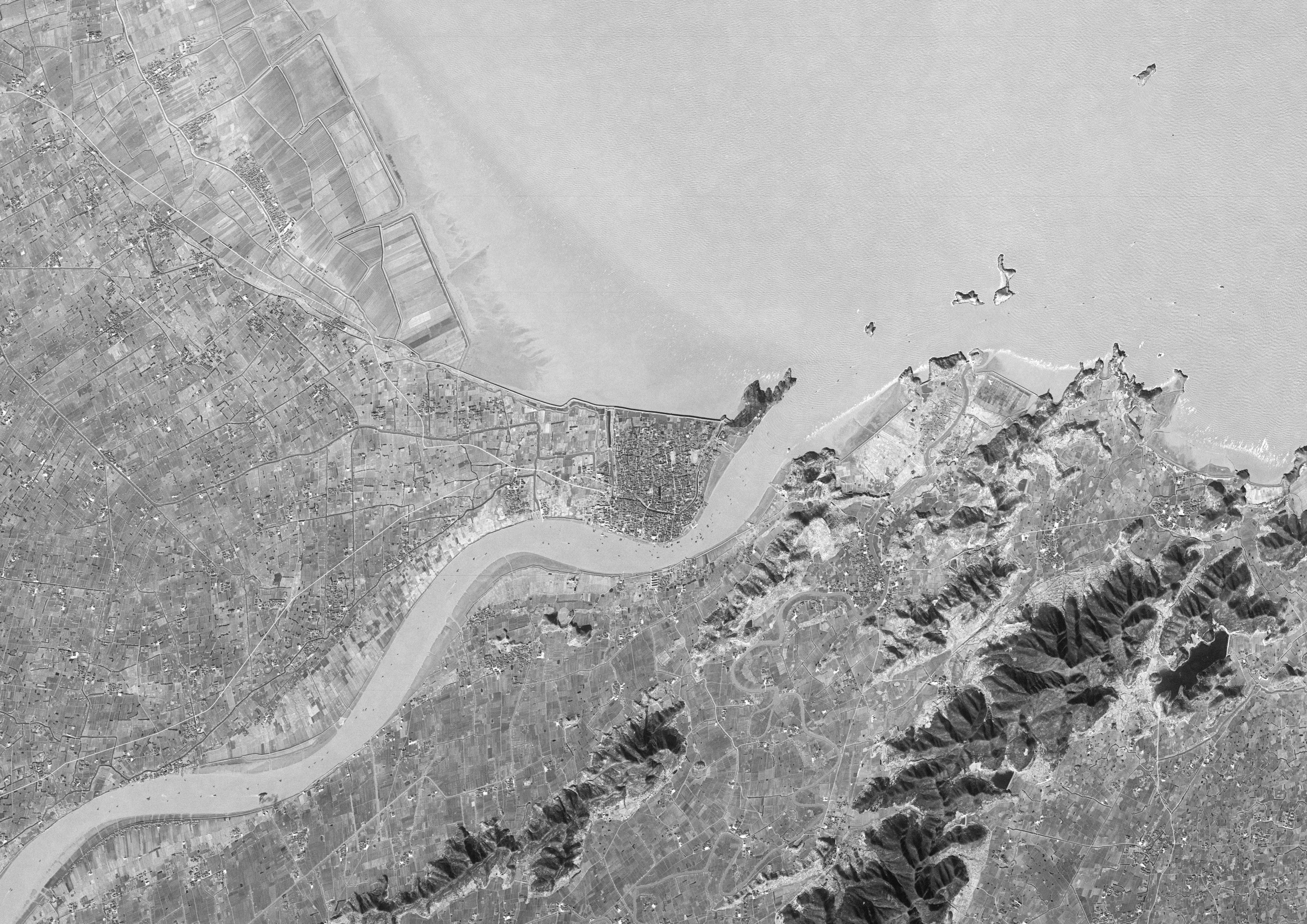
1969年原镇海县城及周边地区卫星地图，此时的后海塘仍为一线海塘，海塘与城墙的轮廓尚清晰可辨

镇海后海塘地图

### 海塘主体
后海塘现存部分从巾子山至嘉燮亭，长4.8千米。其中，自建城碑亭至嘉燮亭的海塘长3500米，高约6米。这段海塘在重要部分修筑为夹层石塘，次要部分为单层石塘。海塘的建筑材料从福建运来，石灰从富春江运来，石料从鄞县、慈溪、定海三县开采，海塘由宁波和绍兴工匠一同修筑。海塘分为上下两部分，上为塘身，下为塘基。塘基使用松木桩修筑，之间有块石镶嵌，上铺大石板，其上有泥石夯实。塘体呈45°倾斜，表面上有七条条石斜砌作为龙骨，埋入土中。龙骨两侧有凹槽，其间嵌有六道幔板，形成横竖相间的形制，相比单层石塘增大了塘体的强度。塘体上部使用小条石依丁顺砌筑，上有宽3.1至3.3米的塘面。
巾子山至建城碑亭的1350米与原镇海县城北城墙合为一体，高约16米，塘在下城在上，塘的结构与夹层石塘相同。塘面内侧修建护城龙骨，上筑城墙。城墙外为条石砌筑，内为土墙，顶部有雉堞258处，总长约1150米，另有瞭贼嘴1处，望海楼遗址1处，警铺12所，炮位25处，车马道遗址3条，石砌阶梯2条。

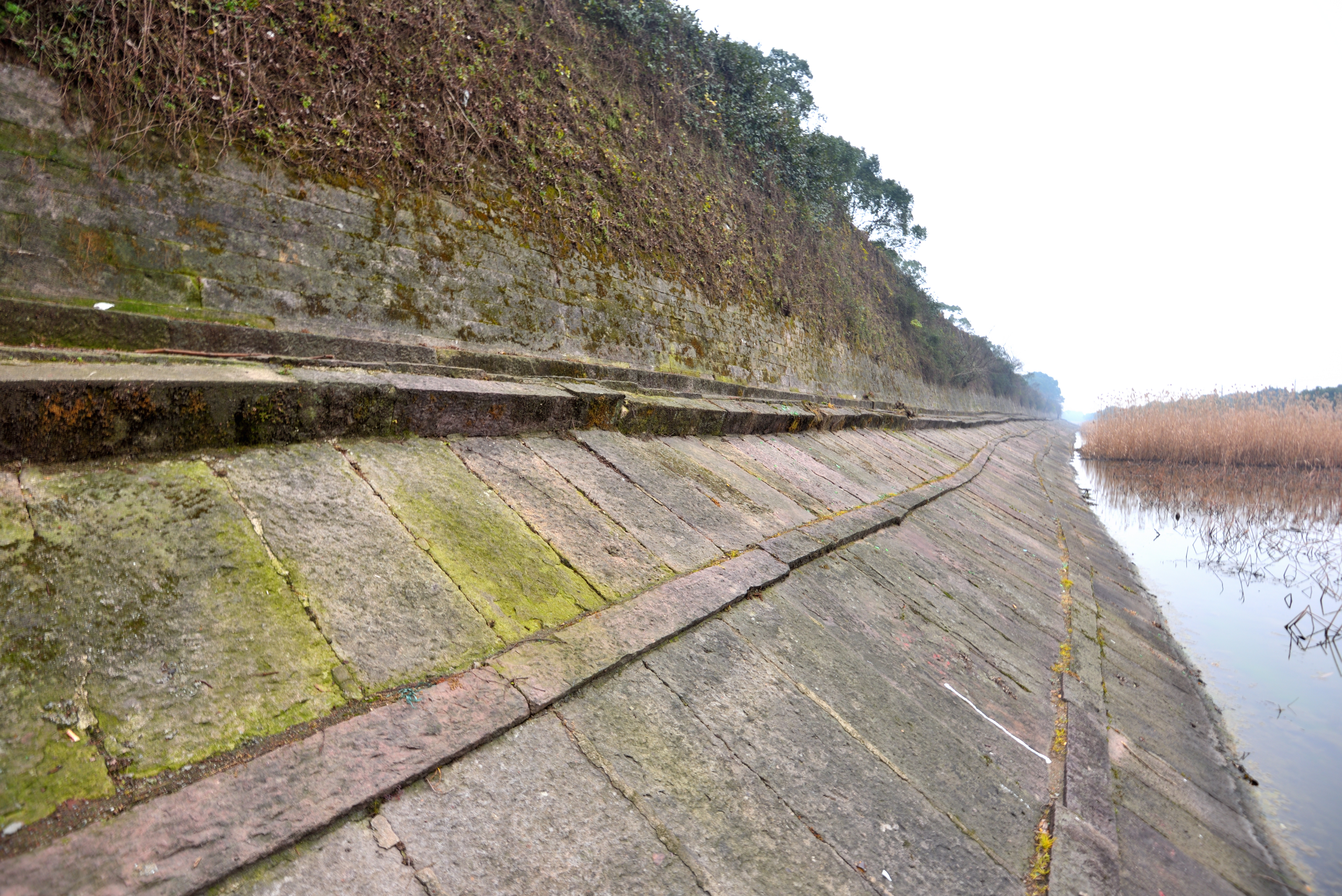
城塘合一部分海塘
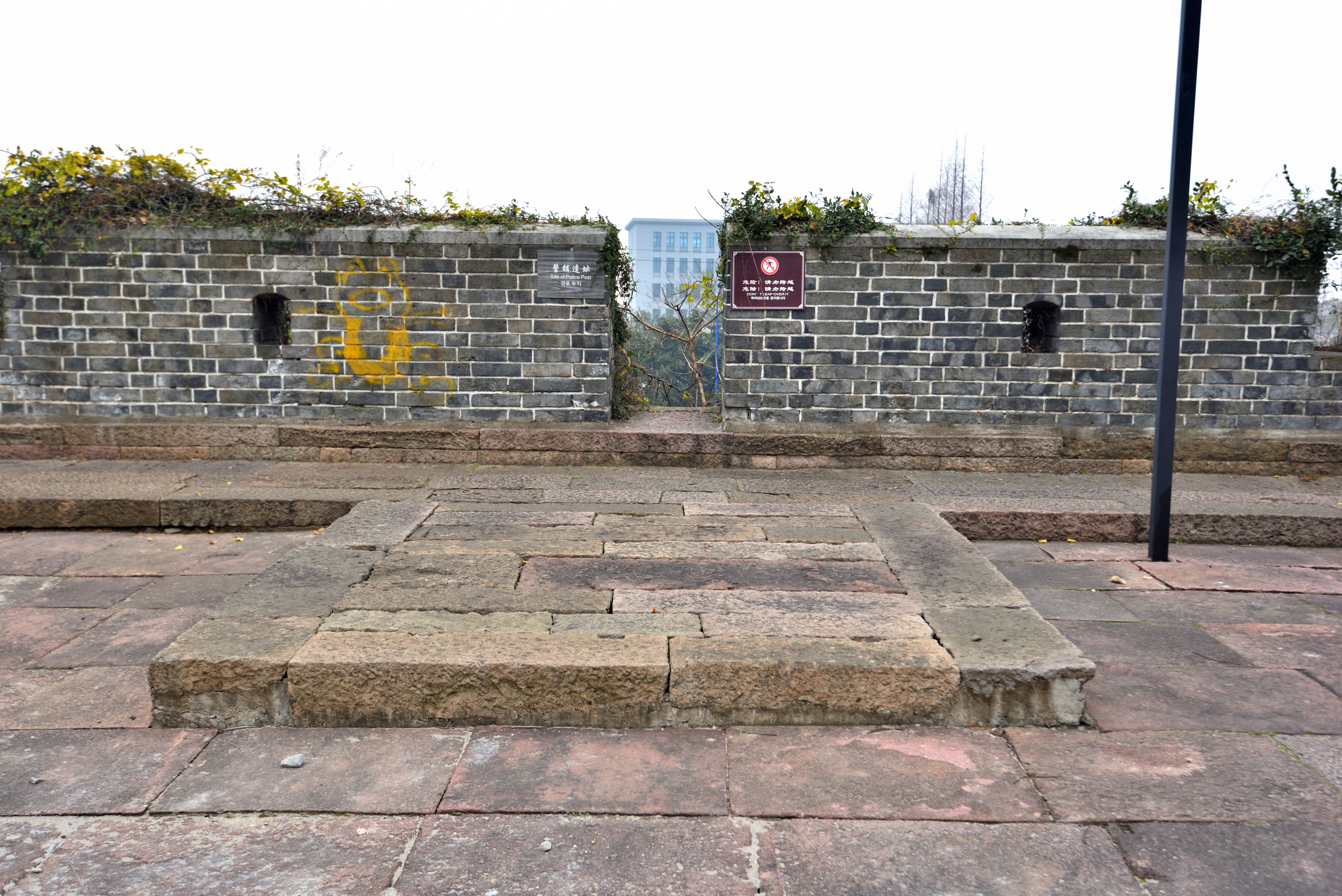
警铺遗址
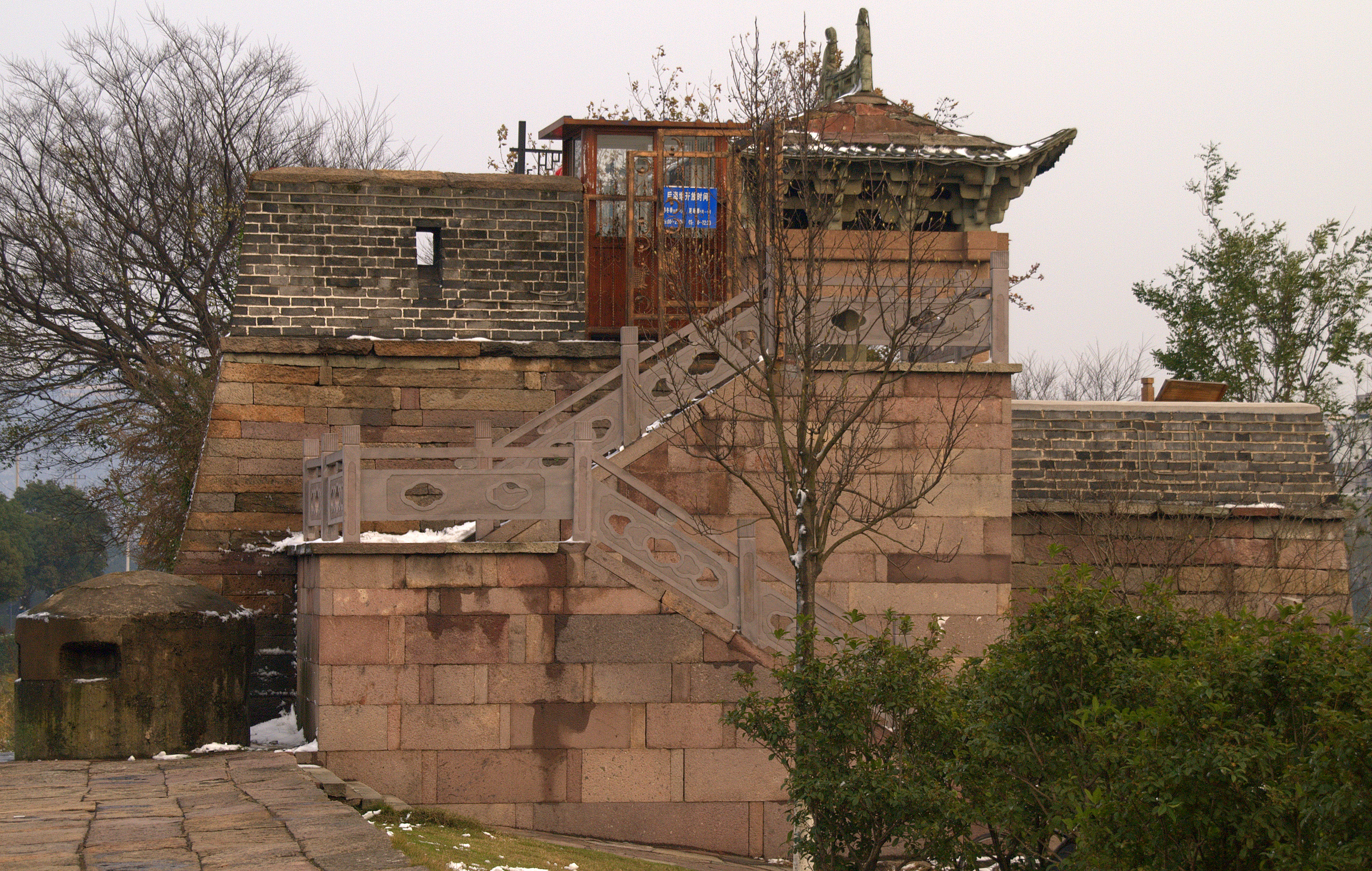
城塘合一段西端建城碑亭
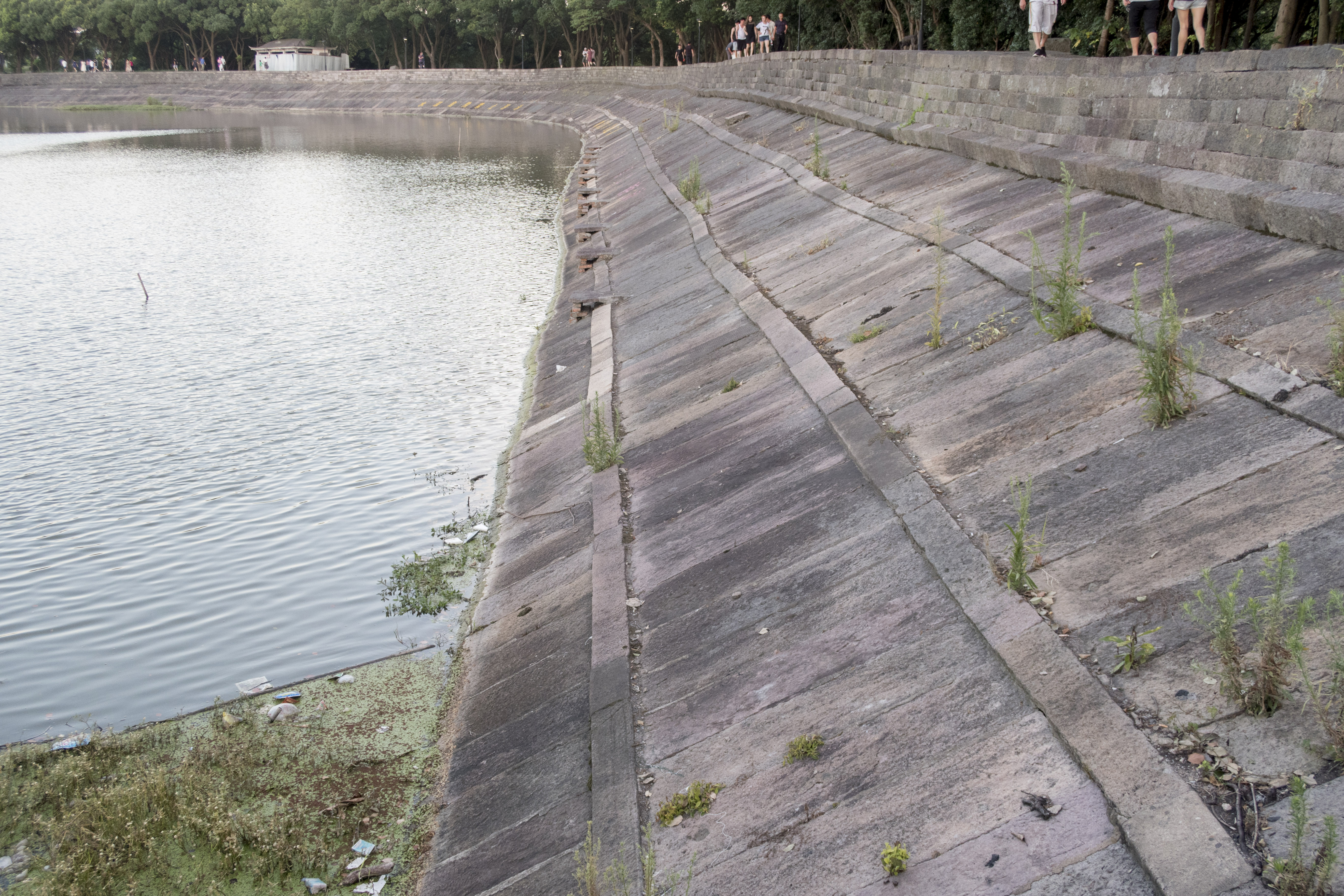
鸿福亭段海塘
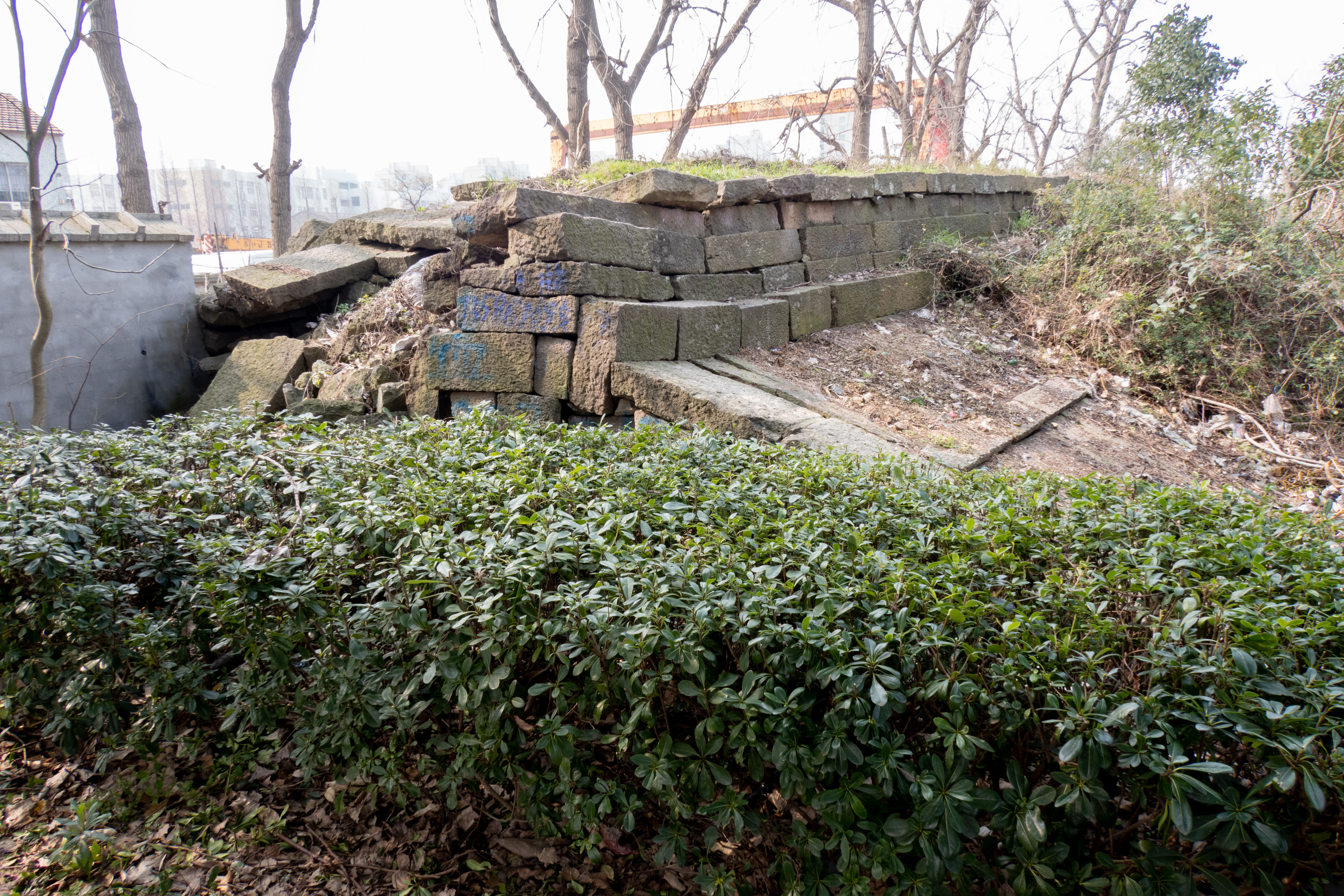
隧道北路西侧海塘剖面

### 附属建筑
镇海后海塘上曾有若干附属建筑。巾子山上原有八面楼，为南宋将领张世杰磔降元将领卞彪处，后毁，1987年建单檐四柱攒尖顶凉亭，名为“巾子亭”，并立“宋太傅越国公张世杰纪念碑”一方。2009年改为八柱凉亭，取后海塘沧海桑田之义，命名为“沧桑亭”。城塘合一段塘下有安澜亭，俗称“倭扑凉亭”，建于1923年修缮时，为钢筋水泥结构，得名于浙海关税务司安德生和宁绍道尹黄澜生，亦有平息海潮之义。城塘合一段西端有建城碑亭，始建于明万历元年（1573年），1990年、2013年曾落架重修。亭为条石砌筑，单檐歇山顶，高3.85米，内有明兵部尚书张时彻撰《增筑定海城碑记》一方。建城碑亭以西有鸿福亭，为1924年建钢筋混凝土四柱盔顶凉亭，亭得名于1923年修塘时出资最多的盛鸿涛和甘福履，西墙有冯幵撰《重修镇海后海塘记》碑一方。后海塘最末端有嘉燮亭，为钢筋混凝土盔顶凉亭，建于1934年。亭得名的原因是募款者俞佐庭兄弟和袁履登受封的祖辈分别为嘉言和燮元。亭正中有《续修镇海后海塘记》一方。
1936年，根据国民政府聘请的德国军事顾问佛采尔制定的《宁波区海防设备实施计划》，国民革命军194师在后海塘建城碑、安澜亭、巾子山、鸿福亭分别建5座钢筋混凝土碉堡，至今留存。

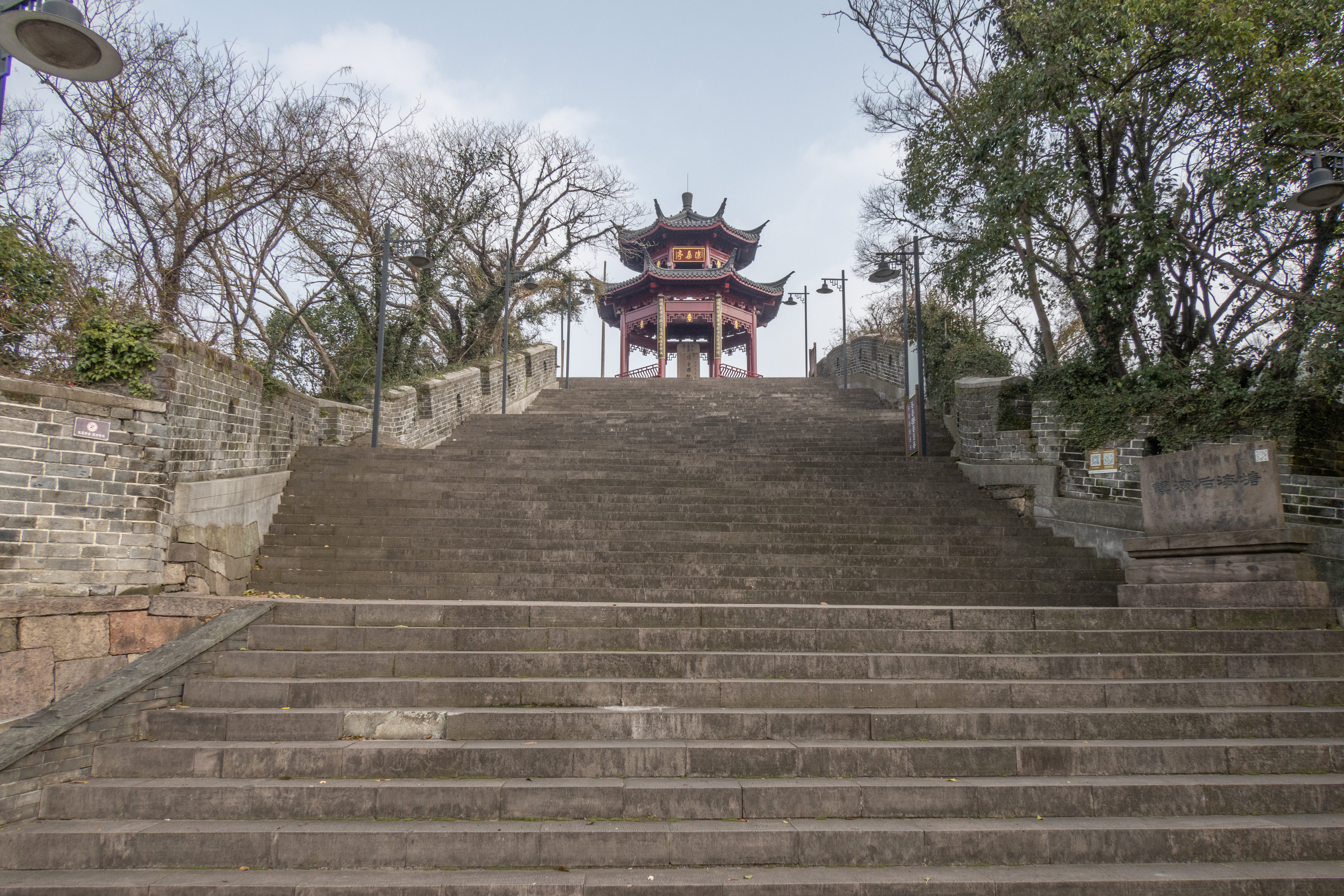
巾子山，上为沧桑亭
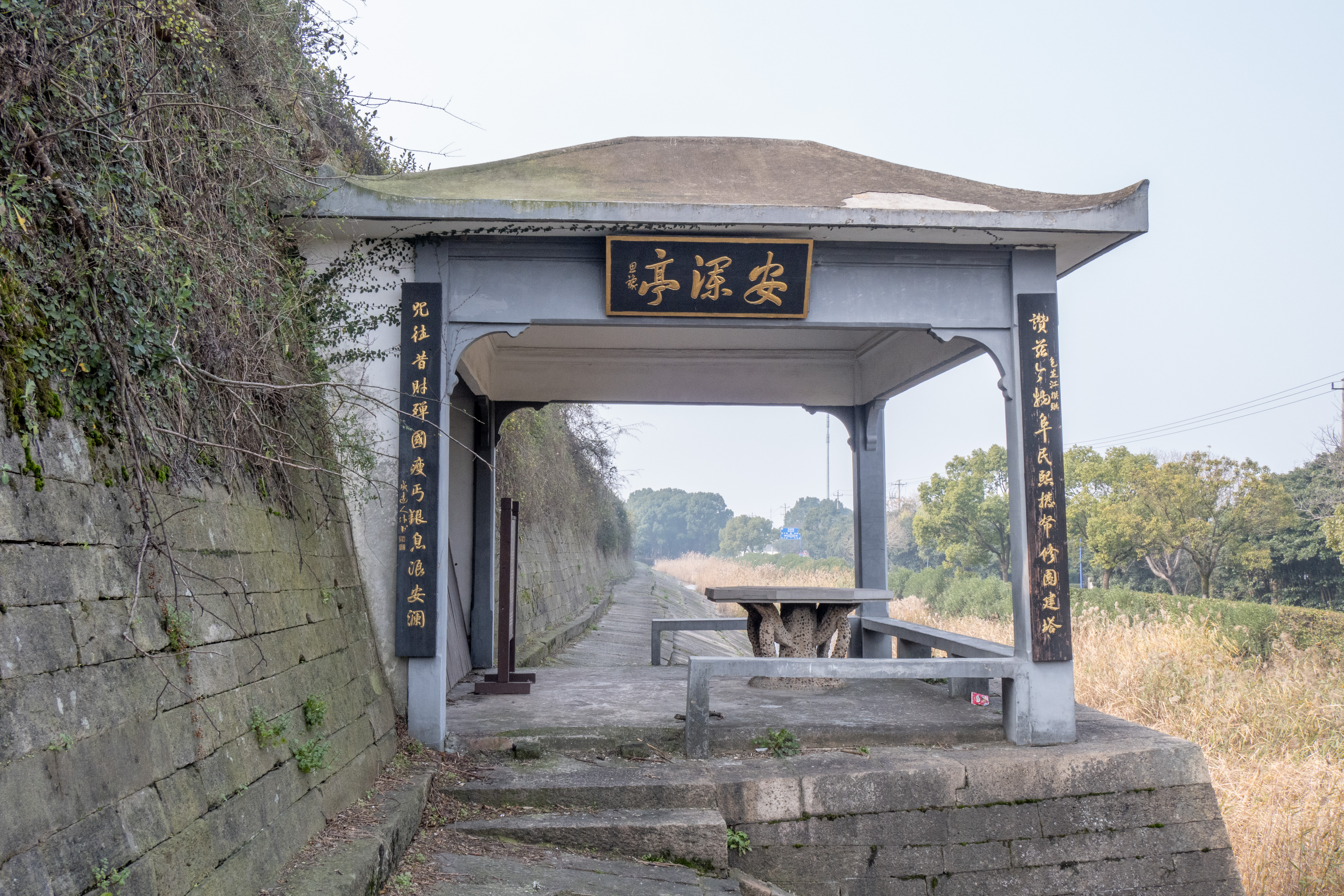
安澜亭
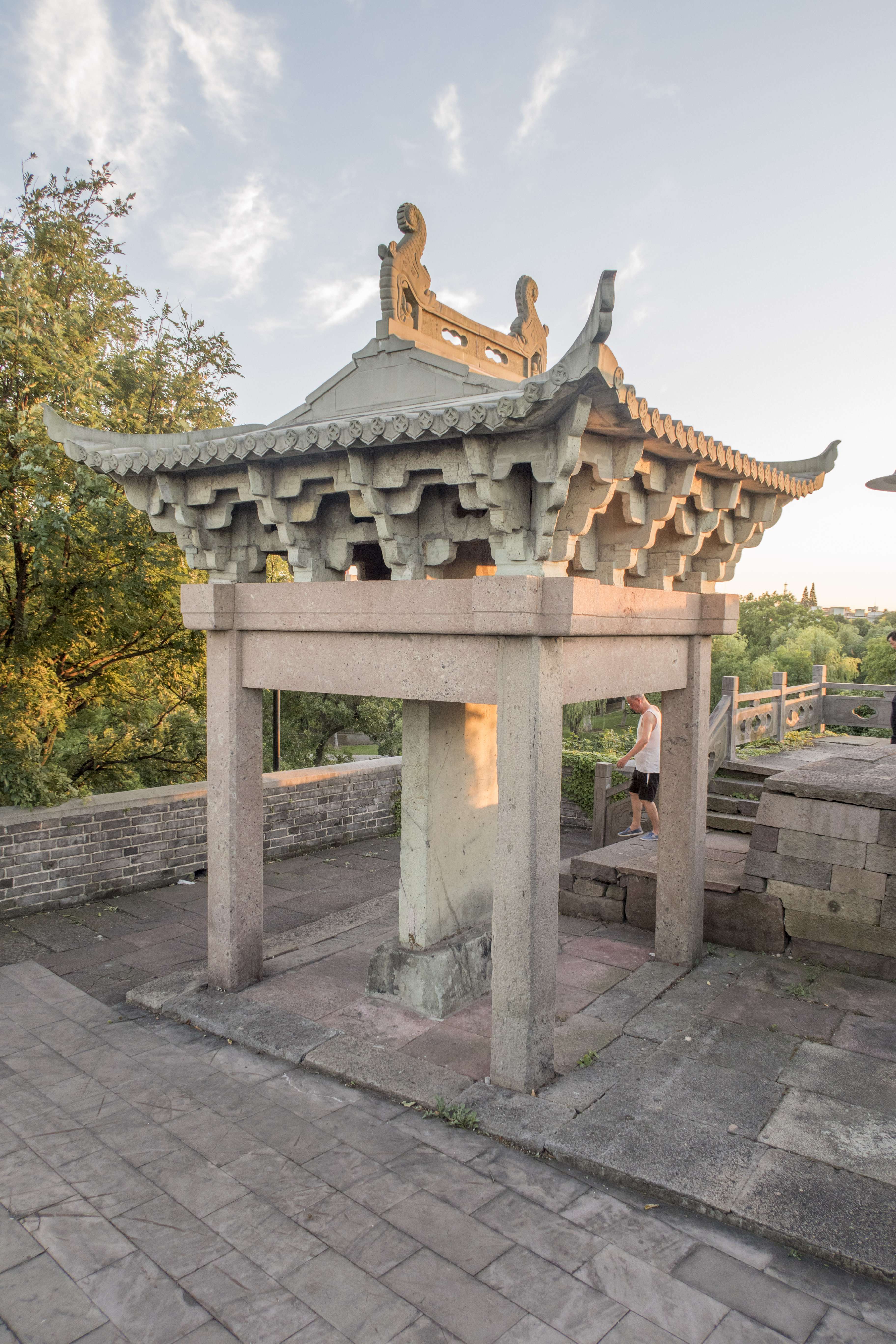
建城碑亭
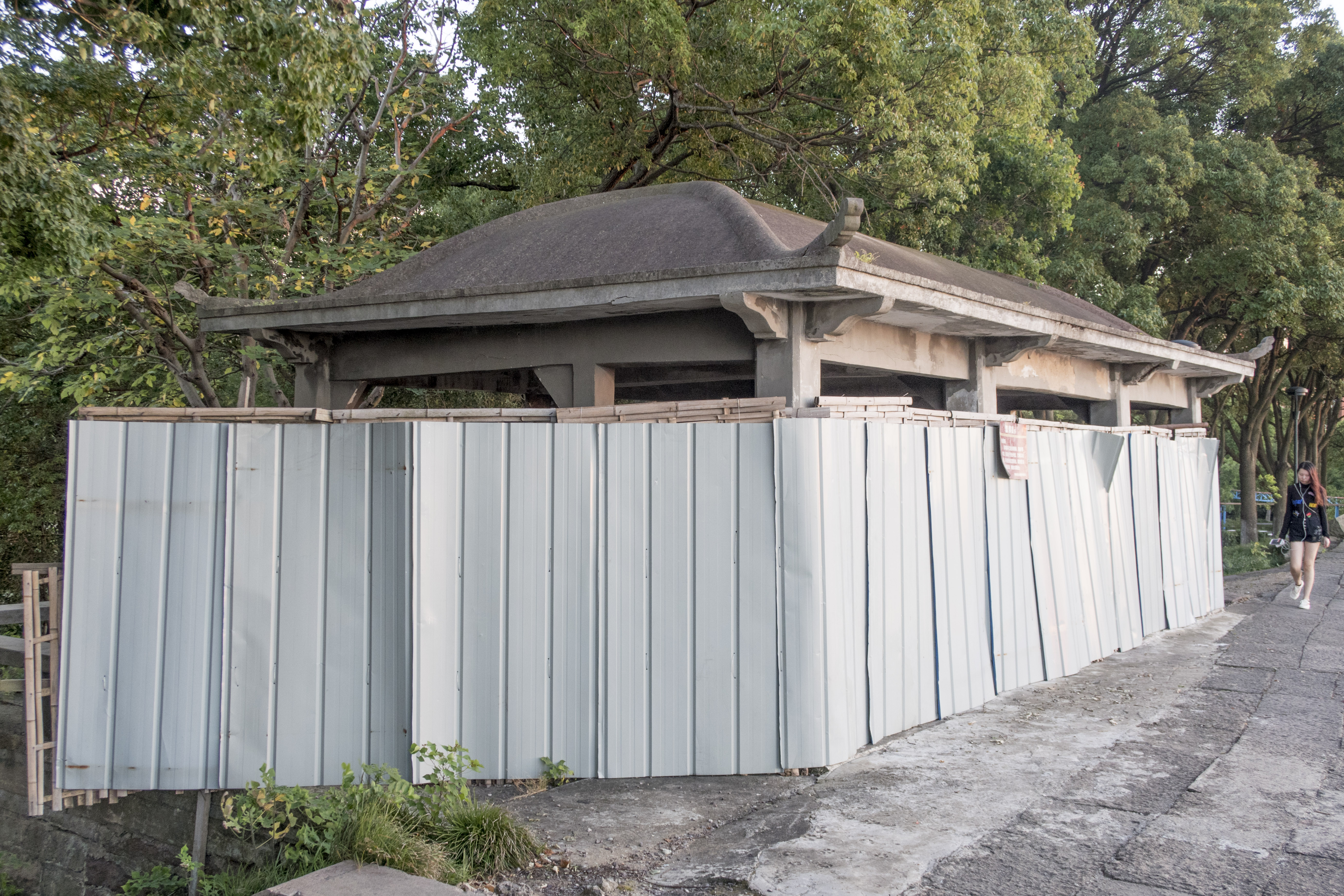
维修中的鸿福亭
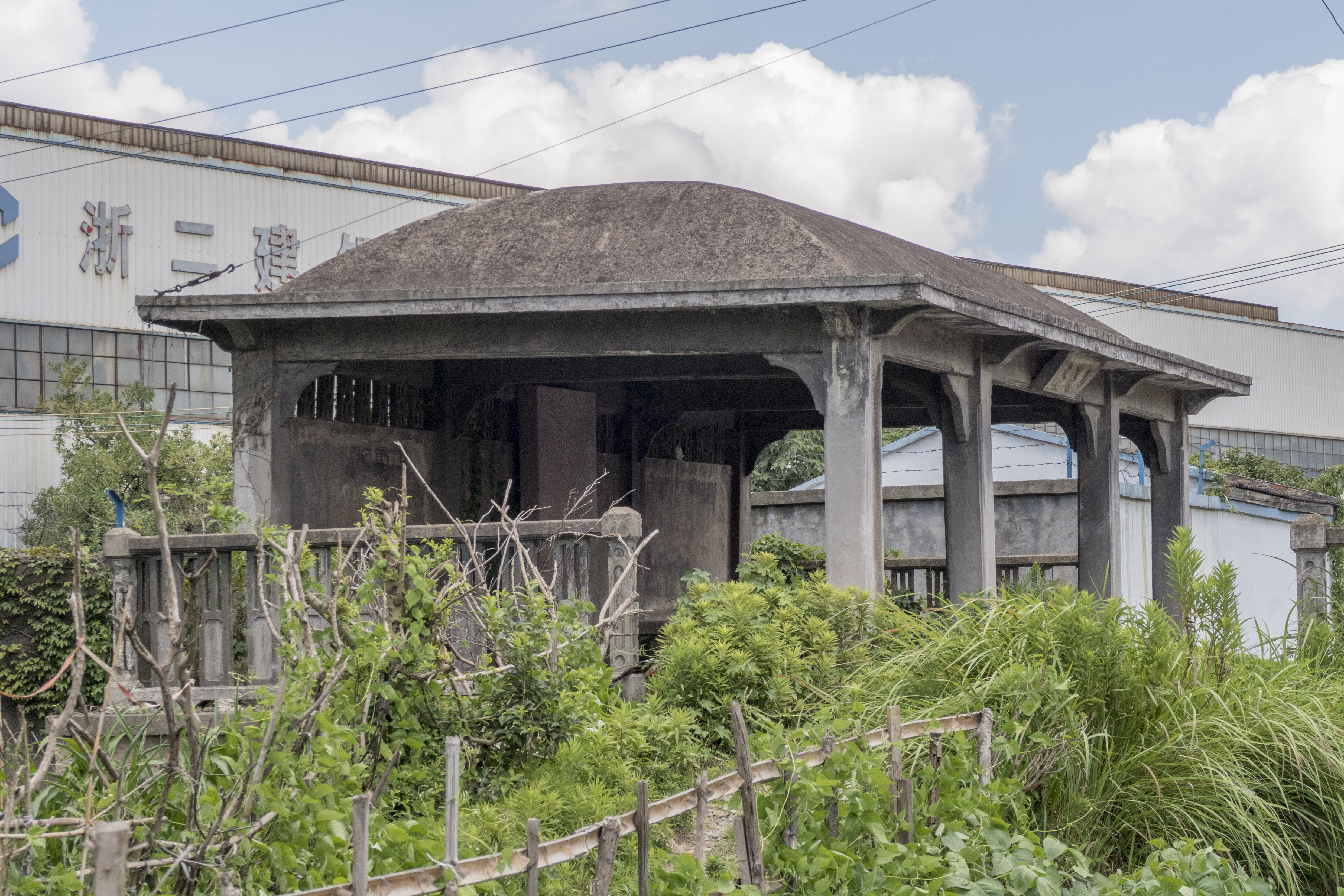
嘉燮亭
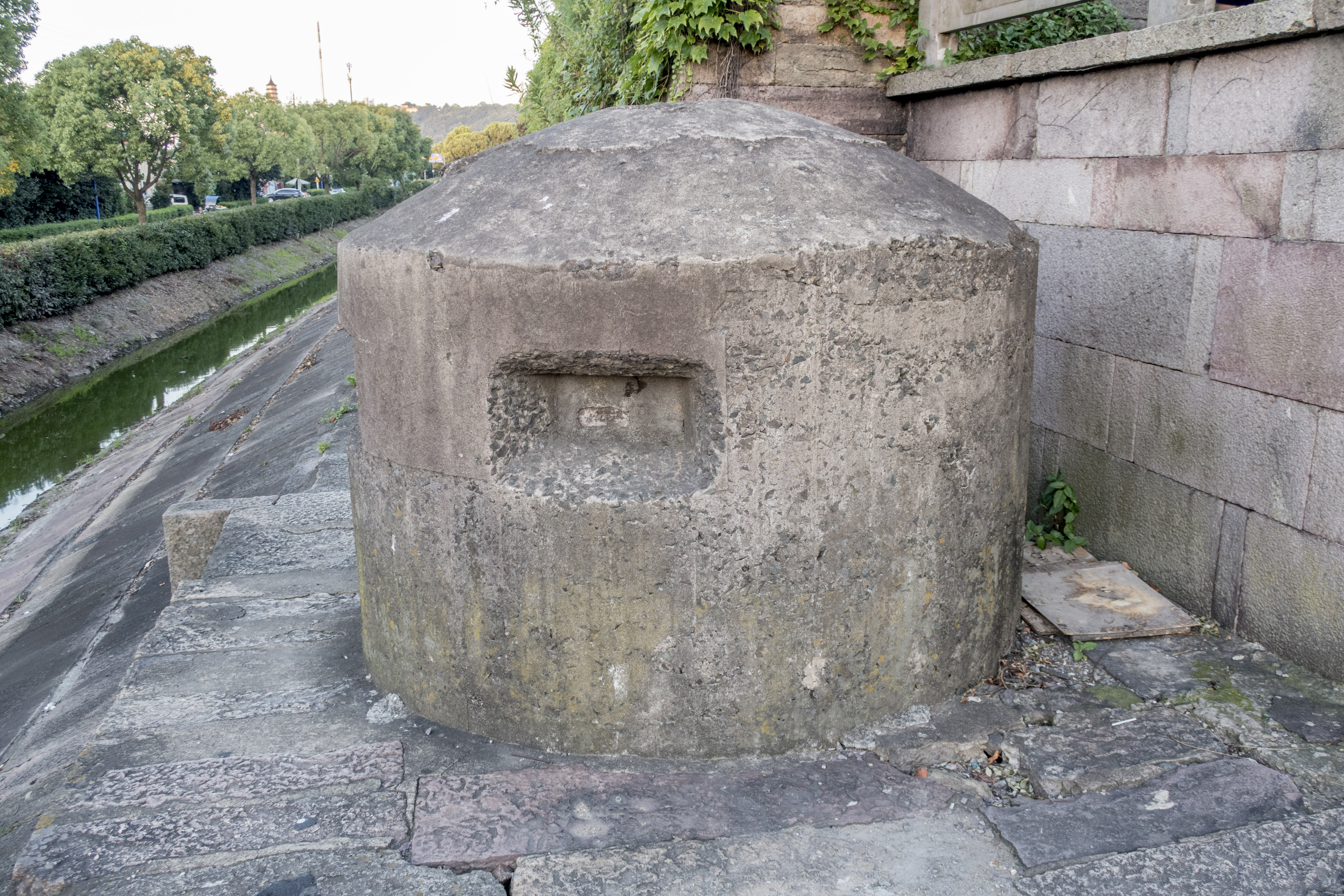
建城碑亭旁的碉堡

## 损毁与保护
后海塘历史上曾因潮水侵袭，屡毁屡建。1934年7月维修后，潮水不再对海塘产生重大破坏，而人为破坏成为海塘损毁的主要因素。1927年前后，后海塘部分城砖被拆，用于修建劳改所、电灯局，维修东岳宫以及渔民建房等用途。抗日战争结束后及中华人民共和国成立后，后海塘城砖被用于建设地方法院、县大会堂等建筑。这些行为导致后海塘上的雉堞和警铺基本消失。后海塘于1981年成为县级文物保护单位，1989年12月成为浙江省文物保护单位，后海塘雉堞和城墙也得到了修复，但相关破坏行为仍未停止。20世纪70年代以后，为发展经济，后海塘上先后开挖隧道路、东俞路、林庙路、聪园路缺口，使海塘的原真性和完整性遭到破坏，其中聪园路缺口开挖未经审批，被浙江省和宁波市文物部门处罚，后该缺口被修复。